# اسید داوکسیکولیک
اسید داوکسیکولیک (به انگلیسی: Deoxycholic acid) یک ترکیب شیمیایی با شناسه پاب‌کم ۲۲۲۵۲۸ است. 